# Malmi (stacja kolejowa)
Malmi (szw. Malm) – stacja kolejowa w Helsinkach w dzielnicy Malmi, część kolei aglomeracyjnej. Znajduje się 2 km od stacji Pukinmäki i 2 km od stacji Tapanila.
| Malmi                                  |  |                              |
| Linia Helsinki – Riihimäki (10,700 km) |  |                              |
| Pukinmäkiodległość: 2,000 km           |  | Tapanila odległość: 2,000 km |